# Поховання ченця
«Поховання ченця» — картина з чернечого життя католицького монастиря, створена італійським художником Алессандро Маньяско (1667–1749).

## Талановитий трагік в живопису
Алессандро Маньяско народився в місті Генуя. Вважають, що перші художні враження отримав від картин Джованні Бенедетто Кастільйоне (1609–1664). Але талановитий і веселий Кастільйоне не передав Маньяско ані свого колористичного дару, ані радісного світосприйняття. Це не позначилося погано на картинах Алессандро Маньяско, скарби творчості якого існують без зв'язку з проблемою колоризму, як це і у видатних європейських майстрів, серед котрих Франсуа Мілле (1814–1875), Джузеппе Марія Креспі (1665-е1747), Теодор Жеріко(1791–1824).
Навчався в Мілані у Філіппо Абіаті. Але то були технічні навички і опанування майстерності. Пригнічена атмосфера Мілану, завойованого іноземцями, інквізиція, доноси, атмосфера ворожості і щоденної небезпеки вплинули настільки сильно на майстра, що у нього годі й шукати картин з веселими темами. Він як артист одного амплуа, що може талановито грати тільки трагедії. Тільки трагедійні події і приваблювали Маньяско. Навіть зовнішньо спокійні сюжети і пейзажі Маньяско подає схвильовано, драматично, неспокійно.

## Опис твору
Повна безвихідь присутня і в полотні "Поховання ченця", котре зберігають в Музеї мистецтв імені Богдана та Варвари Ханенків в Києві.
Обряд поховання в монастирі — виконують буденно, один чернець читає заупокійну молитву, другий — нетерпляче чекає закінчення молитви. Трійця ченців тягне мертве тіло, що спустять у яму без труни. Могилу щойно викопали. Здається, всі поспішають, бо насуваються сутінки і один із ченців освітлює могилу смолоскипом.
Лише молодий чернець без досвіду — з подивом слідкує за перебігом подій, не відкладаючи лопати. Сумує лише один чернець на колінах з горщиком. Але швидко все скінчиться, і на цвинтарі стане на одну могилу більше. Однакові хрестики давніх поховань нічого не міняють в тривожному і неприємно застиглому світі монастиря, та не тільки й тогочасного монастиря, що перебував в добу кризи…

## Історія побутування
Картина прикрашала збірку Д. П. Трощинського. Згодом перейшла до збірки Попова, від нього — перейшла до зібрання Варвари та Богдана Ханенків, помітно піднявши якість ханенківської колекції живопису.